# Esmoquin (obra de teatro)
Esmoquin es una obra de teatro, de Santiago Moncada, estrenada en 2001. La obra cuenta con una continuación titulada Esmoquin 2.

## Argumento
Arturo es un galán maduro capaz aun de enamorar a hasta cuatro damas. Pese a su matrimonio con Laura, no tiene inconveniente en seducir a Marta, la esposa de su amigo Víctor, enamorar a la joven Gabriela y mantener otra amante. Sin embargo, la edad le hace reflexionar sobre su agitada existencia y un cierto cansancio le lleva a añorar el sosiego del amor duradero. Pese a ello, finalmente Arturo y Víctor son abandonados por sus respectivas cónyuges.

## Estreno
- Teatro Reina Victoria, Madrid, 18 de septiembre de 2001.
  - Dirección: Arturo Fernández
  - Intérpretes: Arturo Fernández (Arturo), Amparo Climent (Laura), Fabio León (Víctor), Maribel Rivera - sustituida luego por Paula Martel - (Marta), Eva Serrano (Gabriela), Sofía Mazagatos.